# Besatzungsstatut

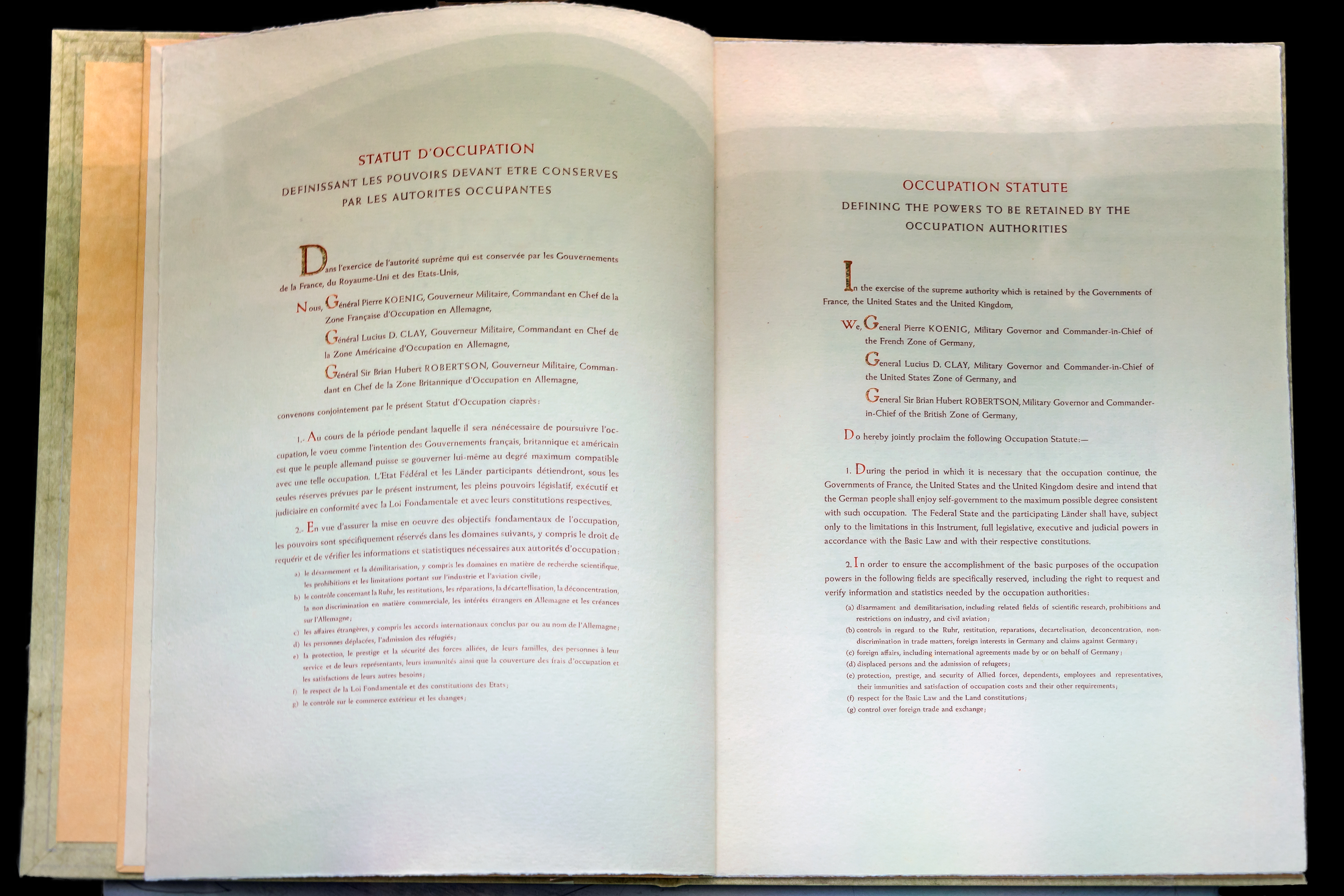
Das Besatzungsstatut im Original, ein Gründungsdokument der Bundesrepublik, ausgestellt im Haus der Geschichte in Bonn

Das Besatzungsstatut zur Abgrenzung der Befugnisse und Verantwortlichkeiten zwischen der zukünftigen deutschen Regierung und der Alliierten Kontrollbehörde vom 10. April 1949 regelte die Beziehungen zwischen der Bundesrepublik Deutschland und den drei Besatzungsmächten USA, Großbritannien und Frankreich. Es trat am 21. September 1949 in Kraft.
Die Bundesrepublik Deutschland verfügte bei ihrer Entstehung noch nicht über die volle Staatsgewalt, weil die oberste Gewalt bei den Alliierten lag. In diesem Statut räumten die drei Westmächte, vertreten durch die Alliierte Hohe Kommission, der Bundesrepublik und ihren Ländern die gesetzgebende, vollziehende und rechtsprechende Gewalt ein. Sie beschränkten ihre bisher beanspruchte Zuständigkeit, behielten aber die Hoheitsrechte unter anderem auf den Gebieten Außenpolitik, Entmilitarisierung, Wiedergutmachung, Aufnahme von Flüchtlingen und die Kontrolle über die Ruhr. Alle Verfassungsänderungen und Gesetze blieben dem Einspruchsrecht der Besatzungsmächte unterworfen. Das Land blieb weiter militärisch besetzt, damit die Alliierten notfalls die politische Gewalt wieder ganz übernehmen konnten. Mit den Pariser Verträgen 1954/55 wurde das Besatzungsstatut aufgehoben, insbesondere durch den Beitritt Deutschlands zur WEU und der NATO.

## Vom Beschluss der Westmächte bis zum Inkrafttreten
Der Text des Besatzungsstatuts wurde auf der Außenministerkonferenz der Westmächte in Washington, D.C. (6.–8. April 1949) verabschiedet und dem Parlamentarischen Rat am 10. April übermittelt. In einer Begleitnote der Außenminister wurde dazu erklärt, dass mit der Errichtung der Deutschen Bundesrepublik die Militärregierungen aufhören würden zu bestehen. Die weiterhin bestehenden Aufgaben der alliierten Behörden würden in der Weise aufgeteilt, dass die Überwachungsaufgaben von einem Hohen Kommissar, die militärischen von einem Oberbefehlshaber wahrgenommen würden. Die drei Hohen Kommissare sollten zusammen eine Alliierte Hohe Kommission bilden. Auf bestimmten begrenzten Gebieten würden sich die Alliierten das Recht vorbehalten, selbst unmittelbare Maßnahmen zu ergreifen. Um welche Gebiete es sich handele, werde im Besatzungsstatut aufgeführt.
Am 12. Mai 1949 (dem Tag des Endes der Berlin-Blockade) wurde es durch die drei Militärgouverneure und Oberbefehlshaber förmlich mitgeteilt.
Am 15. September 1949 wurde der Bundeskanzler ernannt, am 20. September die Bundesminister. Das Besatzungsstatut wurde am Tag nach dieser Konstituierung der Bundesregierung, am 21. September 1949, dem Bundeskanzler zeremoniell auf dem Petersberg überreicht und trat damit in Kraft.
Ab 14. Mai 1949 gab es auch für die drei Westsektoren Berlins ein ähnliches Statut, das sogenannte Kleine Besatzungsstatut. Es regelte das separate Besatzungsrecht der Westalliierten für diesen Teil von Berlin.

## Zuständigkeiten der Besatzungsbehörden
1. Entwaffnung und Entmilitarisierung einschließlich der damit in Beziehung stehenden Gebiete der wissenschaftlichen Forschung, Verbote und Beschränkungen der Industrie und die Zivilluftfahrt
2. Kontrolle über die Ruhr, die Restitutionen, Reparationen, Dekartellisierung, Dezentralisation, Ausschluss von Diskriminierungen in Handelsangelegenheiten, die ausländischen Interessen in Gesamtdeutschland und die Ansprüche gegen Deutschland
3. Auswärtige Angelegenheiten einschließlich der von Deutschland oder in seinem Namen getroffenen internationalen Abkommen
4. „Displaced Persons“ (verschleppte Personen) und Aufnahme von Flüchtlingen
5. Schutz, Prestige und Sicherheit der Alliierten Streitkräfte, Familienangehörigen, Angestellten und Vertreter, ihre Immunitäten und das Aufkommen für die Besatzungskosten und für ihre anderen Anforderungen
6. Beachtung des Grundgesetzes und der Länderverfassungen
7. Überwachung des Außenhandels und der Devisenwirtschaft
8. Überwachung innerer Maßnahmen, aber nur in dem Umfang, der erforderlich ist, um die Verwendung von Geldmitteln, Lebensmitteln und sonstigen Bedarfsgütern in der Weise sicherzustellen, dass Deutschlands Bedarf an ausländischer Unterstützung auf ein Mindestmaß herabgesetzt wird
9. Überwachung der Versorgung und Behandlung in deutschen Strafanstalten von Personen, die vor Gerichten oder Tribunalen der Besatzungsmächte oder Besatzungsbehörden angeklagt oder von ihnen verurteilt worden sind; die Überwachung der Vollstreckung von Strafurteilen gegen solche Personen und in Angelegenheiten ihrer Amnestierung, Begnadigung und Freilassung

## Bedeutung und Folgen

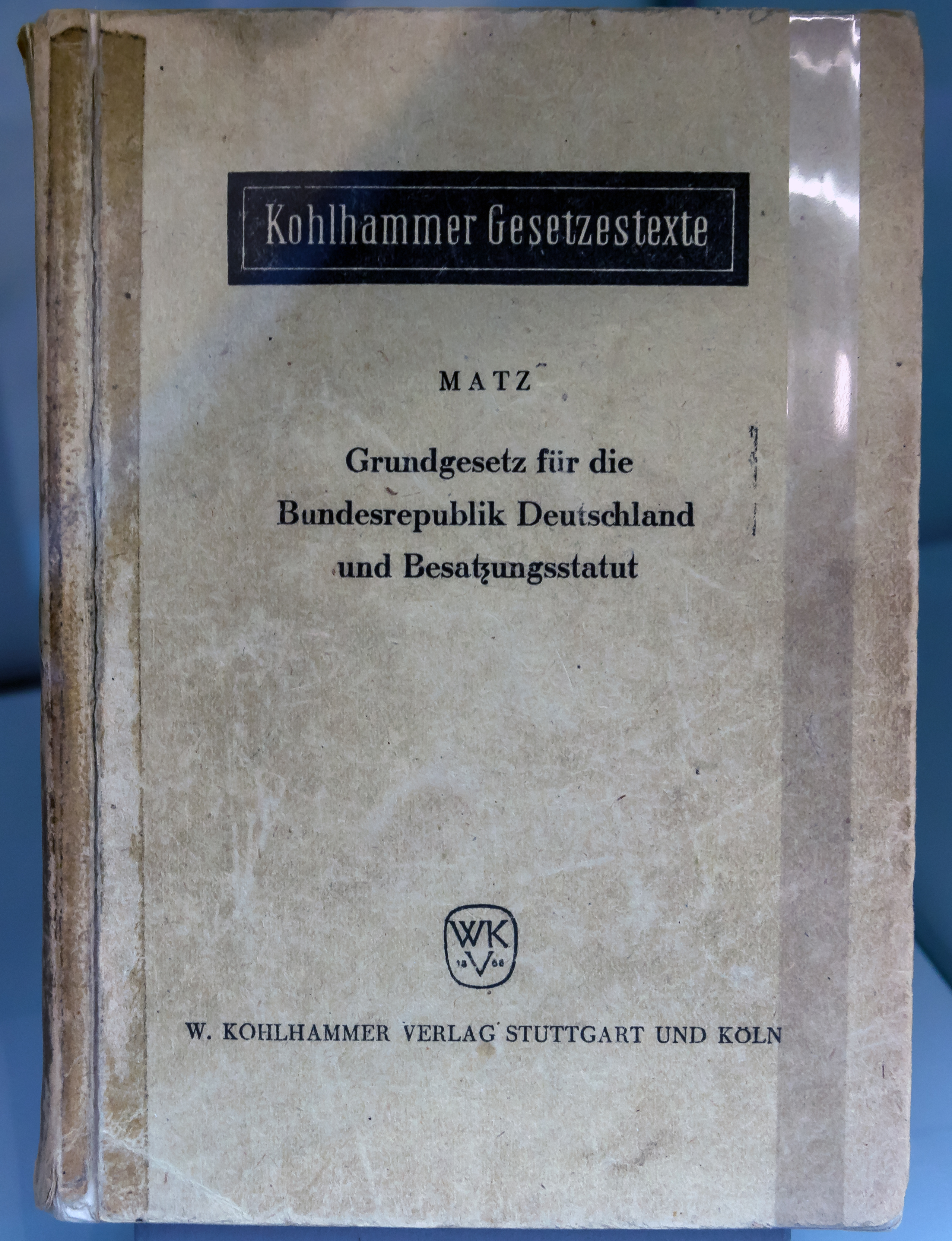
Textausgabe des Grundgesetzes als provisorische Verfassung der Bundesrepublik Deutschland in Verbindung mit dem Besatzungsstatut, ausgestellt im Haus der Geschichte in Bonn

In der Zeit von der bedingungslosen Kapitulation bis zum Inkrafttreten des Besatzungsstatuts, vier Jahre und vier Monate später, hatten die Siegermächte Deutschland durch Besetzung vollständig ihrer Kontrolle unterworfen. Gemeinsamer Ausgangspunkt der Besatzungspolitik aller vier Siegermächte war gewesen, zu verhindern, dass Deutschland jemals wieder zu einer Bedrohung des Weltfriedens werden könnte. Als 1949 die Bundesregierung konstituiert wurde, war das westliche Bündnissystem NATO in seinen Grundstrukturen bereits geschaffen. Die Gründung der Demokratie in Westdeutschland hatte mit den Verfassungsgesetzgebungen 1946 in den Ländern der amerikanischen Besatzungszone begonnen und war mit dem Grundgesetz weitergeführt worden. Die Leitbegriffe des Demokratisierungsprogramm der Wirtschaft stammten aus liberalen Vorstellungen: Dezentralisierung, Dekartellisierung und Entflechtung. Mit dem Besatzungsstatut erhielt die Bundesrepublik nun Grenzen für ihren Handlungsspielraum. Mit diesem Dokument wurden die rechtlichen Schranken festgelegt, die der staatlichen Souveränität der Bundesrepublik gesetzt waren. Die Besatzungsherrschaft sollte mit der Verabschiedung des als provisorische Verfassung verstandenen Grundgesetzes und der Gründung der Bundesrepublik auf dem Territorium der drei Westzonen noch nicht enden, sondern lediglich gelockert sowie juristisch neu definiert werden. Die Staatsgründung hatte Westdeutschland handlungs- und verhandlungsfähig gemacht, aber nicht souverän. Mit den drei Hohen Kommissaren war ein „Triumvirat“ gegründet worden, mit dem alle Schritte auszuhandeln waren, die den Hoheitsbereich berührten, den sich die Siegermächte vorbehalten hatten.
Erstes Beispiel für die nun einsetzenden Verhandlungen zwischen den Hochkommissaren und der Bundesregierung war das Petersberger Abkommen vom November 1949. Darin erklärten sich auch Franzosen und Engländer bereit, nicht nur die Amerikaner, die Demontagepläne deutscher Industrie zusammenzustreichen. Auf der anderen Seite trat die Bundesrepublik der Internationalen Ruhrbehörde bei, die das wichtigste deutsche Industriegebiet kontrollierte.
Die Militärgouverneure würden, so hatten es die deutschen Ministerpräsidenten in Frankfurt am Main vernommen, „die Ausübung ihrer vollen Machtbefugnisse wieder aufnehmen“, und zwar nicht nur für den Fall drohenden Notstands für die Sicherheit der Besatzungstruppen, sondern auch, „um nötigenfalls die Beachtung der Verfassung und des Besatzungsstatuts zu sichern“.
Die Bank deutscher Länder, gegründet am 1. März 1948 in Frankfurt, unterlag bis 1951 den Weisungsbefugnissen der Westmächte, die Ruhrbehörde und andere internationale Kontrollorgane blieben in der Zuständigkeit der Besatzungsmächte. Die Aufwendungen für die Besatzungskosten und sonstigen Kriegsfolgelasten, die bisher von den Ländern getragen worden waren, gingen nun auf den Bund über (Art. 120 des Grundgesetzes); aufgrund eines Überleitungsgesetzes übernahmen die Bundesländer die Begleichung der Besatzungskosten noch bis zum 31. März 1950.

## Revision des Besatzungsstatuts 1951
Die Bestimmungen des Besatzungsstatuts sollte nach zwölf, spätestens achtzehn Monaten überprüft werden, wobei die Erfahrungen der Hohen Kommissare im Hinblick auf eine Erweiterung der Zuständigkeit deutscher Stellen auf den Gebieten der Gesetzgebung, der Exekutive und der Rechtspflege berücksichtigt werden sollten. Bundeskanzler Konrad Adenauer forderte anlässlich der Verhandlungen zum Deutschlandvertrag in seinem Sicherheitsmemorandum vom 29. August 1950 von den Besatzungsmächten, den Kriegszustand mit Deutschland als beendet zu erklären. Die Beziehungen zwischen den Besatzungsmächten und der Bundesrepublik sollten fortschreitend auf ein System vertraglicher Regelungen umgestellt werden. Die Besatzungstruppen sollten nunmehr Deutschland gegen äußere Gefahr sichern. Auf der Außenministerkonferenz in New York im September 1950 verständigten sich die Drei Mächte auf eine Änderung des Status unter der Voraussetzung, dass die Bundesrepublik bestimmte Verpflichtungen übernähme. Die Rechtsgrundlage für die Besetzung werde aber aufrechterhalten. Bei Abschaffung des Besatzungsstatuts hätte die Anwesenheit alliierter Truppen in Deutschland und Berlin nämlich keine Rechtsgrundlage mehr. Auch das Besatzungsregime bleibe vorerst. Die Besatzungsbestimmungen könnten aber gelockert werden.
Zwei Verpflichtungen habe die Bundesrepublik zu übernehmen:
1. Anerkennung der deutschen Auslandsschulden der Vorkriegszeit sowie der Schulden, die aus der wirtschaftlichen Unterstützung der Nachkriegszeit entstanden waren. Bereitschaft zur Mitarbeit an einem Plan zur Schuldentilgung (siehe Londoner Schuldenkonferenz);
2. Zusammenarbeit mit den Alliierten, um eine angemessene Verteilung der knappen kriegswichtigen Rohstoffe und Erzeugnisse herbeizuführen.

Zu beidem erklärte die Bundesregierung mit Schreiben vom 6. März 1951 ihre Bereitschaft.
In Ausführung der Beschlüsse der New Yorker Außenministerkonferenz vom September 1950 ermächtigte die Alliierte Hohe Kommission ebenfalls am 6. März die Bundesregierung, ein Ministerium für auswärtige Angelegenheiten zu errichten und das Personal ihrer diplomatischen Missionen, Konsularbehörden und Handelsvertretungen selbst auszusuchen. Ausländische diplomatische und konsularische Vertreter konnten direkt bei der Bundesrepublik akkreditiert werden.
Das Besatzungsstatut wurde am selben Tag, am 6. März 1951 revidiert, eine Anzahl von Erleichterungen auf dem Gebiet der auswärtigen Angelegenheiten, bei Fragen der Wirtschaft sowie der Gesetzgebungskontrolle traten in Kraft. Der europäische Einigungsprozess war inzwischen eingeleitet worden, was auf eine Initiative des französischen Außenministers Robert Schuman zurückging. Nunmehr ging es um den Vertrag zur Gründung der Montanunion, den ein deutscher Außenminister unterzeichnen sollte. Mit der Revision des Besatzungsstatuts konnte Bundeskanzler Adenauer daher in Personalunion Außenminister werden. Die Hohen Kommissaren waren Untergebene ihrer Außenminister; Adenauer konnte nun statt mit ihnen mit ihren Vorgesetzten auf gleicher Ebene verhandeln.
Der Kriegszustand zwischen den Westmächten und der Bundesrepublik wurde formal im Juli 1951 für beendet erklärt. Gleichwohl blieb das Besatzungsstatut bis zum Inkrafttreten der Pariser Verträge am 5. Mai 1955 wirksam, in Fragen der Militärpolitik blieb alle Macht bei den Alliierten, und die Bundesrepublik bis 1955 ein besetztes Land.
Eine Änderung, die dieser Revision entsprach, erfuhr auch das Besatzungsregime in West-Berlin. Die Kompetenz für dessen auswärtige Beziehungen verblieb jedoch im Grundsatz bei der Alliierten Kommandantur.

### Erleichterungen
Die Erleichterungen betrafen vor allem die Außenpolitik und die Außenwirtschaft der Bundesrepublik:
- Die Befugnisse der Alliierten auf dem Gebiet der auswärtigen Angelegenheiten und internationalen Abkommen Deutschlands wurden eingeschränkt, um der Bundesrepublik zu ermöglichen, in vollem Umfang Beziehungen mit anderen Ländern zu pflegen.
- Außenhandel und Devisenverkehr wurden nur noch überwacht, um
  - das Einhalten der GATT-Regeln solange sicherzustellen, bis die Bundesrepublik diesem Zoll- und Handelsabkommen beigetreten ist,
  - das Einhalten der Regeln des Internationalen Währungsfonds (IWF) solange sicherzustellen, bis die Bundesrepublik diesem Fonds beigetreten ist und befriedigende Verpflichtungen übernommen hat,
  - die ordnungsgemäße Befriedigung der Ansprüche gegen Deutschland zu gewährleisten;
- die Bundes- und Ländergesetzgebung sollte nicht bereits beim Gesetzgebungsprozess schon einer Überprüfung durch die Alliierte Hohe Kommission unterliegen.[12]

Im September 1951 wurde die Bundesrepublik in die GATT-Vereinbarungen einbezogen. Im August 1952 wurde sie Mitglied des IWF und der Weltbank. Am 27. Februar 1953 wurde das Abkommen zur Begleichung der auf 13,7 Milliarden Mark konsolidierten Vorkriegsschuld unterschrieben. Am 18. März 1953 stimmte der Bundestag dem Wiedergutmachungsabkommen mit Israel und damit Zahlungen und Lieferungen in Höhe von 3,5 Milliarden zu.

## Aufhebung des Besatzungsstatuts
Zwischen Februar 1951 und März 1952 handelten die sechs Staaten, die sich bereits zur Montanunion zusammengeschlossen hatten, den Vertrag über die Europäische Verteidigungsgemeinschaft aus. Am 9. Mai 1952 wurde er paraphiert, nachdem ihm der Bundestag mit großer Mehrheit zugestimmt hatte. Am 26. Mai wurde in Bonn der Deutschlandvertrag unterzeichnet. Fünf der Unterzeichnerstaaten ratifizierten den EVG-Vertrag relativ rasch. Frankreich hatte zwar bereits im September 1950, vier Monate nach dem Überfall Nordkoreas auf Südkorea, mit dem Pleven-Plan die Aufstellung einer westeuropäischen Armee mit deutscher Beteiligung vorgeschlagen, aber in den Verhandlungen hatte die deutsche Seite sich mit ihren Forderungen nach Gleichberechtigung weitgehend durchgesetzt. Vom Pleven-Plan, der eine Ungleichbehandlung Deutschlands vorsah, war im EVG-Vertrag nicht viel geblieben. Frankreich zögerte zwei Jahre lang, das französische Parlament brachte schließlich am 30. August 1954 den EVG-Vertrag zu Fall. Ungeachtet dessen blieb das Junktim von deutschem Verteidigungsbeitrag und Aufhebung des Besatzungsstatuts weiter die deutsche Position, während die alliierte Position war, den Deutschen keine Souveränität ohne Verteidigungsbeitrag zu gewähren.
Am 28. September 1954 einigten sich schließlich die Alliierten und der deutsche Bundeskanzler auf der Neunmächtekonferenz in London über die Beendigung des Besatzungsstatuts, über die völkerrechtliche Stellung der Bundesrepublik, über ihren und Italiens Beitritt zum Brüsseler Pakt und über den Eintritt der Bundesrepublik in die NATO. Mit den Pariser Verträgen wurden die besatzungsrechtlichen Befugnisse und Zuständigkeiten explizit und vollständig aufgehoben. Die bisher auf Kriegsrecht beruhende Anwesenheit von Truppen der Alliierten auf dem Gebiet der Bundesrepublik wurde in ein vertragsrechtliches Stationierungsrecht umgewandelt. Mit dem Ende des Besatzungsstatuts entfielen schließlich die dem Grundgesetz auferlegten Besatzungsvorbehalte. Einige Vorbehalte zugunsten der Westalliierten blieben bestehen. Diese alliierten Vorbehaltsrechte verloren erst 1990 mit der deutschen Wiedervereinigung und dem Inkrafttreten des Zwei-plus-Vier-Vertrages am 15. März 1991 auch völkerrechtlich ihre Wirkung, als Deutschland die volle Souveränität wiedererlangte und auf seine Friedensstaatlichkeit verpflichtet wurde.